# Bohdan Bondarenko
Bohdan Bondarenko (ukrainska: Богдан Бондаренко), född 30 augusti 1989 i Charkiv (då Ukrainska SSR i Sovjetunionen), är en ukrainsk höjdhoppare. Han har vunnit guld vid både junior-VM, VM och EM. 2014 förbättrade han sitt personliga rekord till 2,42 meter. Han är därmed tillsammans med Patrik Sjöberg delad världstrea genom tiderna, efter Javier Sotomayor (2,45) och Mutaz Essa Barshim (2,43).

## Karriär

### Juniortiden (–2011)
Den 1,98 meter långe Bohdan Bondarenko har sedan 2006 erövrat ett antal medaljer i stora mästerskap. 2006 blev han som 17-åring bronsmedaljör vid junior-VM i Peking, på höjden 2,26. Två år senare erövrade han guld vid junior-VM i polska Bydgoszcz.
2011 vann Bondarenko guld både vid U23-EM och sommaruniversiaden. Vid de båda tävlingarna noterade han 2,30 respektive 2,28 som vinnarresultat.

### Seniorkarriären (2011–)
Senare under året tävlade Bondarenko i VM i koreanska Daegu. Där missade han final i en sällsynt jämn och högkvalitativ kvaltävling där hans kvalhopp på 2,28 endast räckte till 15:e plats. Året efter nådde Bondarenko 7:e plats vid sommar-OS i London, efter ett hopp på 2,29.
2013 var återigen ett framgångsrikt år, där Bondarenko segrade i höjdhoppet vid lag-EM i brittiska Gateshead. Samma år hoppade han hem guldet i VM i Moskva, i en tävling där fyra man hoppade över 2,35 och Bondarenko segrade på 2,41.
14 juni 2014 förbättrade han sitt personbästa vid tävlingar i New York. Hans notering på 2,42 meter placerar honom som delad världstrea genom tiderna tillsammans med Patrik Sjöberg. Endast Javier Sotomayor (2,45 m som bäst) och Mutaz Essa Barshim (2,43 m som bäst) har hoppat högre. Två månader senare vann Bondarenko guld i EM i schweiziska Zürich, på segerhöjden 2,35. I tävlingen, där hans landslagskollega Andrij Protsenko nådde silver, hämmades hopparna dock av ett kallt och regnigt väder.

### Övriga noteringar
I jämförelse med personbästa utomhus är Bondarenkos inomhusrekord mer blygsamt. Hans inomhusbästa på 2,27 m sattes  2009 i polska Łódź.
Bohdah Bondarenko har som bäst hoppat 6,57 meter i längd (inomhus). Det personliga rekordhoppet noterades februari 2013 i ryska Belgorod.

## Mästerskapsmeriter

### Internationella tävlingar
- 2006 – 3:a vid junior-VM i Peking – 2,26 m[5]
- 2007 – 9:a vid junior-VM i Hengelo, Nederländerna – 2,14 m
- 2008 – 1:a vid junior-VM i Bydgoszcz, Polen – 2,26 m[5]
- 2009 – 9:a vid inomhus-EM i Turin, Italien – 2,20 m
- 2011 – 1:a vid U23-EM i Ostrava, Tjeckien – 2,30 m[6]
  - 2011 – 1:a vid sommaruniversiaden i Shenzhen, Kina – 2,28 m[7]
  - 2011 – 15:e vid VM i Daegu, Sydkorea – 2,28 m
- 2012 – 11:a vid EM i Helsingfors – 2,29 m
  - 2012 – 7:a vid sommar-OS i London, Storbritannien – 2,29 m[8]
- 2013 – 1:a vid lag-EM i Gateshead, Storbritannien – 2,28 m[9]
  - 2013 – 1:a vid VM i Moskva, Ryssland – 2,41 m[10]
- 2014 – 1:a vid EM i Zürich i Schweiz – 2,35 m[3]

### Utmärkelser
- 2013 – Europas främsta friidrottare[11]
- 2013 – Track & Field Athlete of the Year[12]

## Källhänvisningar
1. 1 2  "Bohdan Bondarenko". Bbc.co.uk, 2012-08-13. (engelska)
2. ↑  "Bondarenko flies high with stunning 2.41m in Lausanne – IAAF Diamond League". Iaaf.org, 2014-06-04. Läst 15 augusti 2014. (engelska)
3. 1 2  TT (2014-08-15): "Guld men inget rekord för Bondarenko". Kuriren.nu. Läst 15 augusti 2014.
4. 1 2  "Bohdan BONDARENKO". Arkiverad 11 juni 2014 hämtat från the Wayback Machine. All-athletics.com. Läst 15 augusti 2014. (engelska)
5. 1 2  "Bohdan Bondarenko". Iaaf.org. Läst 15 augusti 2014. (engelska)
6. ↑  "Results", s. 99. Arkiverad 19 augusti 2014 hämtat från the Wayback Machine. Atleska-zveza.si. Läst 15 augusti 2014. (engelska)
7. ↑  "Shenzen Universiade (CHN) – Day 3". Arkiverad 19 augusti 2014 hämtat från the Wayback Machine. All-athletics.com. Läst 15 augusti 2014. (engelska)
8. ↑  "Athletics at the 2012 London Summer Games: Men's High Jump Final Round". Arkiverad 10 april 2014 hämtat från the Wayback Machine. Sports-reference.com. Läst 15 augusti 2014. (engelska)
9. ↑  " UK's Farah eases to 5,000-meter victory, İlham shines for Turkey". Arkiverad 19 augusti 2014 hämtat från the Wayback Machine. Todayszaman.com, 2013-06-23. Läst 15 augusti 2014. (engelska)
10. ↑  "Gordon, Bondarenko...". Arkiverad 19 augusti 2014 hämtat från the Wayback Machine. Sportal.com-au, 2013-08-16. Läst 15 augusti 2014. (engelska)
11. ↑  "Bondarenko, Hejnová, Bekrić, Hinriksdottir crowned at European Athletics Awards Night". European-athletics.org, 2013-10-12. Läst 15 augusti 2014. (engelska)
12. ↑  "Bohdan Bondarenko Wins Tightest Voting Ever". Trackandfieldnews.com, 2013. Läst 15 augusti 2014. (engelska)